# Cesky fousek
Cesky fousek är en stående fågelhund från Tjeckien.

## Historia
Som rastyp anses den vara mycket gammal. I ett brev från 1348 omtalas hur den böhmiske kungen Karl IV prisade sina jakthundar, kallade Canis Bohemucus (böhmisk hund). Den första rasklubben bildades 1886, men denna förbjöds. Under första världskriget decimerades rasen svårt, men 1924 bildades en ny rasklubb som inledde ett återuppbyggnadsarbete, till viss del med inkorsning av tyska vorsteh. 1963 erkändes cesky fousek av Fédération Cynologique Internationale (FCI).

## Egenskaper
Den är en mångsidig jakthund som används till jakt både på skogshöns och fälthöns, den används även som apportör vid andjakt och som eftersökshund för att spåra skadeskjutet eller trafikskadat vilt.

## Utseende
Den ser ut lite som ett mellanting mellan en strävhårig vorsteh och deutsch stichelhaar vilket har sin historiska förklaring. Cesky fousek är liksom dessa av braquetyp, men den är som vissa av de strävhåriga raserna numer klassad som griffontyp.